# Acanthopagrus taiwanensis
Acanthopagrus taiwanensis — вид окунеподібних риб родини спарових. Описаний у 2006 році.

## Поширення
Вид зустрічається на північному заході Тихого океану біля берегів острова Тайвань. Відомий лише у типовому місцезнаходженні — затока Дапенг. Голотип виду знайдений біля гирла річки.

## Опис
Риба завдовжки 45 см. Тіло та голова чорного забарвлення, черево біле.